# Potyvirus
Genre
Espèces de rang inférieur
- espèce-type : Potato virus Y

Potyvirus est un genre de virus appartenant à la famille des Potyviridae, qui contient 183 espèces acceptées par l'ICTV. Ce sont des virus à ARN à simple brin de polarité positive (ARNmc), rattachés au groupe IV de la classification Baltimore.
Ces virus infectent les plantes (phytovirus) et constituent à eux seuls le tiers des virus des plantes recensés. Ils ont une grande importance économique par les dégâts qu'ils provoquent, dégâts  liés notamment à leur mode de transmission. Ce sont des virus naturellement transmis par les pucerons, ce qui limite toute entreprise de lutte ciblée.
Leur nom, Potyvirus, se réfère à celui de l'espèce-type du genre, le Virus Y de la pomme de terre (Potato virus Y).
Pour lutter contre les potyvirus, la recherche est centrée sur la sélection de plantes résistantes. Pour cela, le système CRISPR/Cas9 a été utilisé pour créer des concombres chez lesquels les potyvirus ne peuvent pas se développer,.

## Structure
Les particules sont des virions non-enveloppés, flexueux, filamenteux, à symétrie hélicoïdale, de 720 à 850 nm de long et 12 à 15 nm de diamètre. Ces virus induisent la formation de corps d'inclusion (en) caractéristiques dans les cellules végétales infectées.
Le génome est un ARN linéaire à simple brin de sens positif, dont la taille varie de 9 000 à 12 000 bases / nucléotides. La plupart des Potyvirus ont un génome non segmenté (monopartite), bien qu'un certain nombre d'espèces soient bipartites.

## Liste d'espèces
Selon le rapport 2019 de l'ICTV :
- African eggplant mosaic virus
- Algerian watermelon mosaic virus
- Alstroemeria mosaic virus
- Alternanthera mild mosaic virus
- Amaranthus leaf mottle virus
- Amazon lily mosaic virus
- Angelica virus Y
- Apium virus Y
- Araujia mosaic virus
- Arracacha mottle virus
- Asparagus virus 1
- Banana bract mosaic virus
- Barbacena virus Y
- Basella rugose mosaic virus
- Bean common mosaic necrosis virus
- Bean common mosaic virus
- Bean yellow mosaic virus
- Beet mosaic virus
- Bidens mosaic virus
- Bidens mottle virus
- Blue squill virus A
- Bramble yellow mosaic virus
- Brugmansia mosaic virus
- Brugmansia suaveolens mottle virus
- Butterfly flower mosaic virus
- Calanthe mild mosaic virus
- Calla lily latent virus
- Callistephus mottle virus
- Canna yellow streak virus
- Carnation vein mottle virus
- Carrot thin leaf virus
- Carrot virus Y
- Catharanthus mosaic virus
- Celery mosaic virus
- Ceratobium mosaic virus
- Chilli ringspot virus
- Chilli veinal mottle virus
- Chinese artichoke mosaic virus
- Clitoria virus Y
- Clover yellow vein virus
- Cocksfoot streak virus
- Colombian datura virus
- Commelina mosaic virus
- Cowpea aphid-borne mosaic virus
- Cucurbit vein banding virus
- Cypripedium virus Y
- Cyrtanthus elatus virus A
- Daphne mosaic virus
- Daphne virus Y
- Dasheen mosaic virus
- Datura shoestring virus
- Dendrobium chlorotic mosaic virus
- Dioscorea mosaic virus
- Diuris virus Y
- Donkey orchid virus A
- East Asian Passiflora distortion virus
- East Asian Passiflora virus
- Endive necrotic mosaic virus
- Euphorbia ringspot virus
- Freesia mosaic virus
- Fritillary virus Y
- Gloriosa stripe mosaic virus
- Gomphocarpus mosaic virus
- Habenaria mosaic virus
- Hardenbergia mosaic virus
- Henbane mosaic virus
- Hibbertia virus Y
- Hippeastrum mosaic virus
- Hyacinth mosaic virus
- Impatiens flower break virus
- Iris fulva mosaic virus
- Iris mild mosaic virus
- Iris severe mosaic virus
- Japanese yam mosaic virus
- Jasmine virus T
- Johnsongrass mosaic virus
- Kalanchoe mosaic virus
- Keunjorong mosaic virus
- Konjac mosaic virus
- Leek yellow stripe virus
- Lettuce Italian necrotic virus
- Lettuce mosaic virus
- Lily mottle virus
- Lily virus Y
- Lupinus mosaic virus
- Lycoris mild mottle virus
- Maize dwarf mosaic virus
- Malva vein clearing virus
- Mashua virus Y
- Meadow saffron breaking virus
- Mediterranean ruda virus
- Moroccan watermelon mosaic virus
- Narcissus degeneration virus
- Narcissus late season yellows virus
- Narcissus yellow stripe virus
- Nerine yellow stripe virus
- Nothoscordum mosaic virus
- Onion yellow dwarf virus
- Ornithogalum mosaic virus
- Ornithogalum virus 2
- Ornithogalum virus 3
- Panax virus Y
- Papaya leaf distortion mosaic virus
- Papaya ringspot virus
- Paris mosaic necrosis virus
- Parsnip mosaic virus
- Passiflora chlorosis virus
- Passion fruit woodiness virus
- Pea seed-borne mosaic virus
- Peanut mottle virus
- Pecan mosaic-associated virus
- Pennisetum mosaic virus
- Pepper mottle virus
- Pepper severe mosaic virus
- Pepper veinal mottle virus
- Pepper yellow mosaic virus
- Peru tomato mosaic virus
- Pfaffia mosaic virus
- Platycodon mild mottle virus
- Pleione virus Y
- Plum pox virus
- Pokeweed mosaic virus
- Potato virus A
- Potato virus V
- Potato virus Y
- Potato yellow blotch virus
- Ranunculus leaf distortion virus
- Ranunculus mild mosaic virus
- Ranunculus mosaic virus
- Rhopalanthe virus Y
- Saffron latent virus
- Sarcochilus virus Y
- Scallion mosaic virus
- Shallot yellow stripe virus
- Sorghum mosaic virus
- Soybean mosaic virus
- Spiranthes mosaic virus 3
- Sudan watermelon mosaic virus
- Sugarcane mosaic virus
- Sunflower chlorotic mottle virus
- Sunflower mild mosaic virus
- Sunflower mosaic virus
- Sunflower ring blotch virus
- Sweet potato feathery mottle virus
- Sweet potato latent virus
- Sweet potato mild speckling virus
- Sweet potato virus 2
- Sweet potato virus C
- Sweet potato virus G
- Tamarillo leaf malformation virus
- Telfairia mosaic virus
- Telosma mosaic virus
- Thunberg fritillary mosaic virus
- Tobacco etch virus
- Tobacco mosqueado virus
- Tobacco vein banding mosaic virus
- Tobacco vein mottling virus
- Tomato necrotic stunt virus
- Tradescantia mild mosaic virus
- Tuberose mild mosaic virus
- Tuberose mild mottle virus
- Tulip breaking virus
- Tulip mosaic virus
- Turnip mosaic virus
- Twisted-stalk chlorotic streak virus
- Vallota mosaic virus
- Vanilla distortion mosaic virus
- Verbena virus Y
- Watermelon leaf mottle virus
- Watermelon mosaic virus
- Wild melon banding virus
- Wild onion symptomless virus
- Wild potato mosaic virus
- Wild tomato mosaic virus
- Wisteria vein mosaic virus
- Yam mild mosaic virus
- Yam mosaic virus
- Yambean mosaic virus
- Zantedeschia mild mosaic virus
- Zea mosaic virus
- Zucchini shoestring virus
- Zucchini tigre mosaic virus
- Zucchini yellow fleck virus
- Zucchini yellow mosaic virus